# Макдональд, Беверли
Беверли Макдональд (англ. Beverly McDonald; род. 15 февраля 1970, Сент-Мэри, Мидлсекс) — ямайская легкоатлетка (бег на короткие дистанции), чемпионка и призёр чемпионатов мира, чемпионка и призёр летних Олимпийских игр, участница трёх Олимпиад.

## Карьера
На летних Олимпийских играх 1996 года в Атланте Макдональд выступала в беге на 100 и 200 метров. В коротком спринте она с результатом 12,8 с выбыла из дальнейшей борьбы после предварительного забега. В беге на 200 метров она пробилась в полуфинал, но не вышла на старт полуфинального забега.
На следующей летней Олимпиаде 2000 года в Сиднее Макдональд выступала в тех же дисциплинах, кроме того она представляла свою страну в эстафете 4×100 метров. В первом виде она пробилась в полуфинал, где показала время 11,31 с, чего оказалось недостаточно для продолжения борьбы. Во втором она завоевала бронзовую медаль (22,35 с), уступив чемпионке Игр, представительнице Багам Полин Дэвис-Томпсон (22,27 с) и второму призёру, представительнице Шри-Ланки Сусантике Джаясингх (22,28 с). Изначально золото выиграла Мэрион Джонс, которая позднее была лишена его за применение допинга. В эстафете команда Ямайки (Тайна Лоуренс, Вероника Кэмпбелл-Браун, Беверли Макдональд, Мерлин Отти, Мэрлин Фрейзер) преодолела дистанцию за 42,13 с и завоевала серебро, уступив команде Багамских Островов (41,95) и опередив бронзового призёра — команду США (42,20 с).
В 2004 году на летней Олимпиаде в Афинах Макдональд выступала в беге на 200 метров и короткой эстафете. В первом виде она добралась до полуфинала, где с результатом 23,02 с завершила выступления. В эстафете команда Ямайки (Тайна Лоуренс, Шерон Симпсон, Элин Бэйли, Вероника Кэмпбелл, Беверли Макдональд) стала олимпийской чемпионкой (41,73 с), опередив команды России (42,27 с) и Франции (42,54 с).
В августе 2024 года во время Олимпийских игр в Париже получила бронзовую медаль за дистанцию 200 метров на Играх 2000 года.

## Семья
Брат Беверли Майкл Макдональд и её супруг Рэй Стюарт также являются спринтерами, призёрами чемпионатов мира и Олимпийских игр.